# 埼玉県立特別支援学校塙保己一学園
埼玉県立特別支援学校塙保己一学園（さいたまけんりつ とくべつしえんがっこうはなわほきいちがくえん）は、埼玉県川越市笠幡にある公立の特別支援学校。障害のある子どものための専門的な教育を行う特別支援学校（盲・ろう・養護学校）として埼玉県内で最も長い歴史と伝統を有する。寄宿舎も有する。
1889年（明治22年）、養寿院を中心に蓮馨寺、喜多院など川越の仏教界が宗派を超えて埼玉慈善会を立ち上げ、川越慈善学校の設置を埼玉県知事に嘆願、養樹院境内に学校を創設した。この学校は尋常小学校に通う余裕のない貧困層の子女を受け入れるための学校であり、山崎豊、横田五郎兵衛など川越の商人が財政的に支えたが、尋常小学校の学費廃止に伴って1902年（明治35年）4月に廃校となった。
1908年（明治41年）、釈迦の涅槃会の日（2月15日）に養寿院の25世住職であった石井愚鑑を中心に、今度は盲児のための教育が発案された。石井は境内で遊ぶ盲目の子どもを見て哀れに思い、盲児を集めて寺で点字授業を開始した。翌1909年（明治42年）8月20日に県の認可が下り、慈善学校の施設を活用して私立埼玉和協会訓盲学校が養寿院境内に開校した。のちに埼玉盲学校と改名された。第3代校長となった笠松仙英も広済寺 (川越市)の29世住職である。
その後、埼玉県に移管され埼玉県立盲学校となり、創立102年目に埼玉県出身の盲目の国学者で郷土の偉人である「塙保己一」にちなんで現校名に改名した。ヘレン・ケラーは母親から塙のことを聞き、手本として勉強した逸話でも知られる。
同校は、人物のフルネームを校名にした日本で唯一の一条校である。

## 課程
視覚に障害のある幼児・児董・生徒のための学校で、
- 幼稚部　3年
- 小学部　6年
- 中学部　3年
- 高等部普通科

と、幼稚部教育相談0歳児からの一貫した教育を行う県内唯一の学校。
また、高等部や高校を卒業した生徒が進学する専攻科（保健理療科3年、理療科3年）では、按摩・マッサージ・指圧師や鍼師・灸師の国家資格取得を目指した密度の濃い教育を行っている。

## 沿革
- 1908年（明治41年）2月15日 - 川越町の養寿院境内にある慈善学校で盲児を集めて点字授業を開始。
- 1909年（明治42年）8月20日 - 私立埼玉和協会付属事業訓盲学校として認可[9][注釈 5]。初代校長は養寿院住職で教育者の石井愚鑑。
- 1912年（明治45年） - この年より川越町から補助金交付。
- 1916年（大正5年）4月1日 - 埼玉盲学校と改称。埼玉県から選奨される。
- 1921年（大正10年） - この年より宮内省より下賜金を拝受。
- 1923年（大正12年）4月1日 - 唖部併置、埼玉盲唖学校と改称。
- 1937年（昭和12年）4月1日 - 文部省告示第144号をもって埼玉県立に移管され、埼玉県立盲唖学校と改称。
- 1950年（昭和25年）1月1日 - 埼玉県立盲唖学校の組織を改め、唖部を分離独立。埼玉県立盲学校・埼玉県立聾学校（現・埼玉県立特別支援学校大宮ろう学園）と改称。
- 1952年（昭和27年）5月1日 - 埼玉県立聾学校、大宮市に校舎が一部竣工して授業を開始。7月20日に移転完了。
- 2008年（平成20年） - 創立100周年。
- 2009年（平成22年）4月1日 - 現校名に改称。